# Juanita Creek
Juanita Creek es un arroyo en el condado de King, Washington, que atraviesa la ciudad de Kirkland. 
El cauce principal de Juanita Creek se origina al este de la Interestatal 405. El arroyo corre aproximadamente 5 millas (8,0 km) hacia el oeste y hacia el sur antes de ingresar a la bahía Juanita del lago Washington en Juanita Beach Park. La cuenca de drenaje de Juanita Creek es de 16,19 km². Históricamente, la trucha de garganta cortada se ha encontrado en toda la cuenca junto con pequeñas poblaciones de salmón coho y chinook. La pesca eléctrica realizada en 1998 encontró tanto salmón coho como trucha degollada.
También hay que añadir que en 1981 solo el 40% de la cuenca del arroyo estuvo urbanizada. Desde entonces la mayor parte de ella ha sido urbanizada gradualmente.